# Canton de Corbeil-Essonnes
Le canton de Corbeil-Essonnes est une circonscription électorale française du département de l'Essonne recréée par le décret du 24 février 2014. Elle tient lieu de circonscription d'élection des conseillers départementaux et entre en vigueur lors des premières élections départementales suivant la publication du décret.

## Historique

### Seine-et-Oise
Entre 1793 et 1801, le canton de Corbeil dans l'ancien département de Seine-et-Oise et l'ancien district de Corbeil comprenait les communes de Bondoufles, Corbeil, Courcouronnes, Essonnes, Etiolles, Évry, Lisses, Morsang sur Seine, Ris et Orangis, Saint Germain les Corbeil, Le Perray, Saintry, Soisy sous Etiolles, Tigery Ormoy et Villabé. 
En 1801, le canton est intégré à l'arrondissement de Corbeil, diminué des communes de Bondoufle et Courcouronnes et augmenté des communes d'Auvernaux, Ballancourt, Champcueil, Chevannes, Le Coudray, Écharcon, Épinay-sous-Sénart, Fontenay-le-Vicomte, Nainville, Ormoy et Quincy-sous-Sénart. 
En 1806, il récupère les communes de Bondoufle et Courcouronnes et en 1919, perd les communes d'Épinay-sous-Sénart et Quincy-sous-Sénart.

### Essonne
Lors de la création du département de l'Essonne par démembrement de celui de Seine-et-Oise, un nouveau canton de Corbeil-Essonne est créée par le décret du 22 juillet 1967 regroupant  les communes de Corbeil-Essonnes, Morsang-sur-Seine, Saintry-sur-Seine, Saint-Germain-lès-Corbeil, Saint-Pierre-du-Perray, Tigery et Villabé. 
Un nouveau décret du 7 décembre 1975 détache les communes de Morsang-sur-Seine, Saintry-sur-Seine, Saint-Germain-lès-Corbeil, Saint-Pierre-du-Perray et Tigery, intégrées au nouveau canton de Saint-Germain-lès-Corbeil. Le canton est donc constitué de la seule ville de Corbeil-Essonnes
Le décret du 22 janvier 1985 supprime le canton et répartit la commune de Corbeil-Essonnes entre le nouveau canton de Corbeil-Essonnes-Est et le nouveau canton de Corbeil-Essonnes-Ouest.
Redécoupage cantonal de 2014 en France
Un nouveau découpage territorial de l'Essonne entre en vigueur à l'occasion des premières élections départementales suivant le décret du 24 février 2014. Les conseillers départementaux sont, à compter de ces élections, élus au scrutin majoritaire binominal mixte. Les électeurs de chaque canton élisent au Conseil départemental, nouvelle appellation du Conseil général, deux membres de sexe différent, qui se présentent en binôme de candidats. Les conseillers départementaux sont élus pour 6 ans au scrutin binominal majoritaire à deux tours, l'accès au second tour nécessitant 12,5 % des inscrits au 1er tour. En outre la totalité des conseillers départementaux est renouvelée. Ce nouveau mode de scrutin nécessite un redécoupage des cantons dont le nombre est divisé par deux avec arrondi à l'unité impaire supérieure si ce nombre n'est pas entier impair, assorti de conditions de seuils minimaux. Dans l'Essonne, le nombre de cantons passe ainsi de 39 à 21.
Le nouveau canton de Corbeil-Essonnes est entièrement inclus dans l'arrondissement d'Évry. Le bureau centralisateur est situé à Corbeil-Essonnes.

## Représentation

### Conseillers généraux du canton de Corbeil de 1833 à 1985
| Période | Période | Identité                             | Étiquette                       | Qualité |
| ------- | ------- | ------------------------------------ | ------------------------------- | --- |
| 1833    | 1840    | Comte Louis Xavier Defitte de Soucy  | Centre gauche                   | Comte de Soucy Propriétaire et maire d'Auvernaux Ancien secrétaire d'ambassade Sous-préfet de Cambrai (1813 → 1814) Député de Seine-et-Oise (1834 → 1840) Membre du conseil d'arrondissement de Corbeil Décédé en fonction        |
| 1840    | 1870    | Ernest Feray                         | Centre droit puis Centre gauche | Petit-fils d'Oberkampf, manufacturier Maire d'Essonnes (1848 → 1877) Député de Seine-et-Oise (1871 →1876) Sénateur de Seine-et-Oise (1876 → 1891)                                                                                 |
| 1870    | 1877    | Denis Dominique Farjasse (1801-1879) | Républicain                     | Avocat à Chennevières Ancien Préfet de l'Aube |
| 1877    | 1889    | Léon Feray                           | Républicain                     | Ingénieur et manufacturier à Essonnes, conseiller d'arrondissement Petit-fils d'Ernest Feray |
| 1889    | 1889    | Georges Boulanger                    | Boulangiste                     | Général Élection annulée |
| 1889    | 1894    | Émile Bernier                        |                                 | Ancien magistrat, maire de Champcueil Décédé en fonction |
| 1894    | 1907    | Louis Cros                           | Républicain                     | Notaire, conseiller municipal de Corbeil |
| 1907    | 1919    | Albert Dalimier.                     | Rad.                            | Avocat à la Cour d'appel de Paris Député de Seine-et-Oise (1906 → 1919 et 1924 → 1936) Président du Conseil Général Sous-Secrétaire d'Etat aux Beaux-Arts (1914 → 1917) Propriétaire à Corbeil et boulevard de Courcelles à Paris |
| 1919    | 1925    | Paul André                           | RG                              | Avoué, conseiller municipal de Corbeil |
| 1925    | 1936    | Albert Dalimier                      | Rad.                            | Avocat Député de Seine-et-Oise (1906 → 1919 et 1924 → 1936) Ministre (Travail, justice et colonies) (1933 → 1934) Décédé en fonction                                                                                              |
| 1936    | 1937    | Albert Jacquelin (1895-1962)         | PC-SFIC                         | Ouvrier typographe |
| 1937    | 1940    | Henri Berreau (1890-1941)            | Rad.ind.                        | Industriel à Paris Maire d'Essonnes |
|         |         |                                      |                                 | |
| 1943    | 1945    | Charles Moncany (1879-1952)          |                                 | Chirurgien chef de l'hôpital de Corbeil Maire de Corbeil (1941-1944) Nommé conseiller départemental en 1943 |
|         |         |                                      |                                 | |
| 1945    | 1949    | Marie Roche                          | PCF                             | Secrétaire, résistante Sénatrice de Seine-et-Oise (1946 → 1952) Maire de Lisses (1945 → 1947) |
| 1949    | 1967    | Paul-Roger Métayer (1899-1995)       | RGR- Centriste                  | Instituteur Conseiller municipal de Vert-le-Petit puis Adjoint au maire de Corbeil-Essonnes |
| 1967    | 1976    | Roger Combrisson                     | PCF                             | Résistant, déporté Chef de district SNCF Député de l'Essonne (1re circ.) (1967-1968, 1973-1981, 1986-1988) maire de Corbeil-Essonnes (1959 → 1992) Conseiller général de Corbeil-Essonnes-Ouest (1985 → 1992)                     |
| 1976    | 1985    | Aline Marti                          | PCF                             | Secrétaire Première Adjointe au maire de Corbeil-Essonnes (1975 à 1995) Conseillère générale de Corbeil-Essonnes-Est (1985 → 1988) Conseillère régionale (1984 → 1996)                                                            |

### Conseillers d'arrondissement du canton de Corbeil (de 1833 à 1940)
Le canton de Corbeil avait trois, puis deux, puis de nouveau trois conseillers d'arrondissement (jusqu'en 1910).
Il appartenait à l'arrondissement de Corbeil.
| Période                                  | Période      | Identité                        | Étiquette         | Qualité |
| ---------------------------------------- | ------------ | ------------------------------- | ----------------- | --- |
| 1833                                     | 1839         | Armand Decauville (de Cauville) |                   | Propriétaire cultivateur à Bois-Briard, ancien maire de Courcouronnes                                                         |
| 1833                                     | 1839         | Claude Michel Gaidelin père     |                   | Ancien négociant, propriétaire à Corbeil                                                                                      |
| 1833                                     | 1845         | M. Pasquet                      |                   | Avocat, propriétaire à Saintry                                                                                                |
| 1839                                     | 1871         | Auguste Rodolphe Darblay        | Conservateur      | Commerçant en grains, Député (1840-1848 et 1849-1851), maire de Saint-Germain-lès-Corbeil, propriétaire rue de Rivoli à Paris |
| 1839                                     | 1848         | Joseph Levassor                 |                   | Cultivateur à Écharcon |
| 1845                                     | 1848         | Edouard Petit                   |                   | Médecin à Corbeil, maire en 1848                                                                                              |
| 1848                                     | 1858         | M. Piat                         |                   | Propriétaire à Corbeil |
| 1848                                     | 1858         | M. Magniant                     |                   | Ancien juge, propriétaire à Corbeil                                                                                           |
| 1858                                     | 1880         | Amand Decauville ainé           |                   | Agriculteur, maire d'Évry (1848-1870)                                                                                         |
| 1858                                     | 1867         | Denys Cochin                    |                   | Maire du Coudray-Montceaux |
| 1867                                     | 1871         | Philippe Surbled                |                   | Docteur en médecine, adjoint au maire de Corbeil (maire en 1878)                                                              |
| 1871                                     | 1877         | Léon Féray                      |                   | Manufacturier, conseiller municipal de Corbeil                                                                                |
| 1871                                     | 1895         | M. Rabier                       |                   | Fermier, conseiller municipal de Mennecy                                                                                      |
| 1871                                     | 1874         | Paul Darblay                    |                   | Maire de Corbeil (1858-1878)                                                                                                  |
| 1874                                     | 1895         | Louis Lambert                   |                   | Ancien agent voyer, maire de Corbeil (1878-1887 et 1888-1892), Président du Conseil d'arrondissement                          |
| 1877                                     | 1883         | Philippe Surbled                |                   | Docteur en médecine, maire de Corbeil                                                                                         |
| 1880                                     | 1901         | Louis Victor Bessin (1821-1904) |                   | Architecte, toiseur-vérificateur, propriétaire à Corbeil, Président du Conseil d'arrondissement                               |
| 1895                                     | 1898         | Léon Mallet                     |                   | Banquier à Corbeil |
| 1895                                     | 1898         | Prosper Thirouin (1834-1907)    |                   | Agriculteur à la ferme d'Écharcon, maire de Lisses                                                                            |
| 1898                                     | 1904         | Charles Henri Drezet            |                   | Maire de Corbeil (1892-1900)                                                                                                  |
| 1898                                     | 1904         | Charles Robin                   |                   | Cultivateur, conseiller municipal d'Essonnes, Président de la Libre Pensée                                                    |
| 1898                                     | 1904         | M. David                        |                   | Agriculteur, conseiller municipal de Lisses                                                                                   |
| 1904                                     | 1910         | Armand-Léon Duclos              |                   | Pépiniériste, adjoint au maire d'Essonnes                                                                                     |
| 1904                                     | 1910         | Charles Rabier                  |                   | Conseiller municipal du Coudray-Montceaux                                                                                     |
| 1904                                     | 1910         | Alfred-Marc Pasquet             |                   | Architecte de l'arrondissement, conseiller municipal de Corbeil                                                               |
| 1910                                     | 1914 (décès) | Léon Cassé (1850-1914)          |                   | Fabricant de chapeaux, adjoint au maire puis maire (1908-1914) d'Essonnes                                                     |
| 1910                                     | 1919         | Octave Boudouard                | Rad.soc.          | Docteur ès sciences, professeur au CNAM, conseiller municipal de Corbeil, maire de 1912 à 1921                                |
| 1914                                     | 1919         | siège vacant                    |                   | |
| 1919                                     | 1922         | Joseph Knockaert (1886-1963)    | SFIO puis PC-SFIC | Technicien dans l’industrie textile puis voyageur de commerce                                                                 |
| 1919                                     | 1922         | Louis Gaulodin                  | SFIO puis PC-SFIC | Secrétaire du syndicat CGT des cheminots à Corbeil                                                                            |
| 1922                                     | 1940         | Armand Duclos (1890-1963)       | Républicain       | Président du Conseil d'arrondissement, adjoint au maire de Corbeil, propriétaire à Essonnes                                   |
| 1922                                     | 1940         | Alphonse Monjallon              | Radical           | Maire de Champcueil (1925-?)                                                                                                  |
| 1940                                     |              |                                 |                   | Les conseils d'arrondissement ont été suspendus par la loi du 12 octobre 1940 et n'ont jamais été réactivés                   |
| Les données manquantes sont à compléter. |              |                                 |                   | |

Le canton est supprimé en 1985. Il ne sera recréé – avec une autre composition – qu'en 2015.

### Conseillers départementaux depuis 2015
| Période élective | Période élective | Mandat          | Mandat         | Identité             | Nuance | Nuance | Qualité |
| ---------------- | ---------------- | --------------- | -------------- | -------------------- | ------ | ------ | --- |
| 2015             | 2021             | 2015            | 2021           | Caroline Varin       |        | LR     | Avocate, Lisses Conseillère départementale déléguée à la protection de l'enfance |
| 2015             | 2021             | 2015            | septembre 2015 | Jean-Pierre Bechter  |        | LR     | Sous-préfet, administrateur de la Socpresse (Le Figaro), PDG du Républicain de l'Essonne Maire de Corbeil-Essonnes (2009 → ) Président de la CA Seine-Essonne (2010 → 2015) Démissionnaire              |
| 2015             | 2021             | septembre 2015, | mai 2018       | Serge Dassault       |        | LR     | Président-directeur général de sociétés Sénateur de l'Essonne (2004-2017) Conseiller général de Corbeil-Essonne-Est (1988 → 2004) Décédé en fonctions                                                   |
| 2015             | 2021             | juillet 2018    | 2021           | Jean-Pierre Bechter  |        | LR     | Sous-préfet, administrateur de la Socpresse (Le Figaro), PDG du Républicain de l'Essonne Maire de Corbeil-Essonnes (2009 → 2020) Vice-président de la CA Grand Paris Sud Seine-Essonne-Sénart (2016 → ) |
| 2021             | 2028             | 2021            | en cours       | Fadila Chourfi       |        | EELV   | Formatrice, adjointe au maire de Corbeil-Essonnes (solidarités, action sociale) |
| 2021             | 2028             | 2021            | en cours       | Alexandre Maquestiau |        | DVG    | Conseiller technique, mandataire immobilier |

### Résultats détaillés
Élections départementales de 2015
À l'issue du 1er tour des élections départementales de 2015, deux binômes sont en ballottage : Gabriel Caillet - Sophie Legoff (FN, 26,63 %) et Jean Pierre Bechter - Caroline Varin (UMP-DVD, 23,86 %). Le taux de participation est de 41,51 % (13 301 votants sur 32 042 inscrits).
Au second tour de ces élections, Jean Pierre Bechter - Caroline Varin (UMP-DVD sont élus avec 62,96 % des suffrages exprimés et un taux de participation de 50,56 % (5 679 voix pour 131 808 votants et 32 042 inscrits)
Élections départementales partielles de 2018
À la suite du décès en mai 2018 de Serge Dassault, élu en 2015 en tant que suppléant de Jean-Pierre Bechter et qui était devenu conseiller départemental lors de la démission du titulaire, des élections départementales partielles sont organisées les 1er et, le cas échéant, 7 juillet 2018 afin de désigner le nouveau conseiller départemental de Corbeil-Essonnes. Bruno Piriou (ex-PCF), opposant historique à Dassault, ne se représente pas et « appelle les forces de gauche, écologistes, associatives et citoyennes, à travailler ensemble à l'émergence d'une candidature issue du cœur battant et généreux de Corbeil-Essonnes ».
Les candidats sont : 
- Jean-Pierre Bechter (LR), ancien conseiller départemental du canton ;
- Elsa Touré, présidente du mouvement politique le Printemps de Corbeil, âgée de 28 ans et soutenue par la France insoumise et le PCF ;
- Jérôme Brézillon, également conseiller municipal d'opposition à Corbeil  (PS), mais qui se présente sans étiquette, tout en étant soutenu par le PS ;
- Jacques Picard (EELV), ancien conseiller régional d'Île-de-France, soutenu par Génération.s, le mouvement de Benoît Hamon  ;
- Grégory Saillol, 40 ans, candidat du Rassemblement national (ex-FN) – dont les candidats Gabriel Caillet et Sophie Legoff  avaient affrontés au 2d tour de 2015 Jean-Pierre Bechter – qui doit être nommé trésorier de la fédération de l'Essonne ;
- Jean-Philippe Dugault (animateur local du comité LREM de Corbeil).

Le premier tour est marqué par une très forte abstention, 89 % et Jean-Pierre Bechter ainsi que Elsa Touré accèdent au second tour, que remporte Jean-Pierre Bechter, avec 55,44 % des bulletins exprimés mais une participation à peine supérieure à celle du premier tour, 11,98 %.
| Candidats             | Partis      | Partis      | Premier tour | Premier tour | Second tour | Second tour |
| Candidats             | Partis      | Partis      | Voix         | %            |             | %           |
| --------------------- | ----------- | ----------- | ------------ | ------------ | ----------- | ----------- |
| Jean-Pierre Bechter   |             | LR          | 1 215        | 35,06        |             | 55,44       |
| Elsa Touré            |             | FI          | 754          | 21,76        |             | 44,56       |
| Grégory Saillol       |             | RN          | 476          | 13,74        |             |             |
| Jacques Picard        |             | EELV        | 374          | 10,79        |             |             |
| Jean-Philippe Dugault |             | LREM        | 332          | 9,58         |             |             |
| Jérôme Brézillon      |             | PS          | 314          | 9,06         |             |             |
|                       |             |             |              |              |             |             |
| Inscrits              | Inscrits    | Inscrits    | 32 519       | 100,00       |             |             |
| Abstentions           | Abstentions | Abstentions | 28 970       | 89,09        |             |             |
| Votants               | Votants     | Votants     | 3 549        | 10,91        | 3 899       | 11,98       |
| Blancs                | Blancs      | Blancs      | 43           | 1,21         |             |             |
| Nuls                  | Nuls        | Nuls        | 41           | 1,15         |             |             |
| Exprimés              | Exprimés    | Exprimés    | 3 465        | 10,66        |             |             |
| * conseiller sortant  |             |             |              |              |             |             |

#### Élections de juin 2021
Le premier tour des élections départementales de 2021 est marqué par un très faible taux de participation (33,26 % au niveau national). Dans le canton de Corbeil-Essonnes, ce taux de participation est de 22,61 % (7 247 votants sur 32 050 inscrits) contre 30,18 % au niveau départemental. À l'issue de ce premier tour, deux binômes sont en ballottage : Fadila Chourfi et Alexandre Maquestiau (Union à gauche avec des écologistes, 37,24 %) et Karl Dirat et Caroline Varin (Union à droite, 31,6 %).
Le second tour des élections est marqué une nouvelle fois par une abstention massive équivalente au premier tour. Les taux de participation sont de 34,36 % au niveau national, 32,47 % dans le département et 25,41 % dans le canton de Corbeil-Essonnes. Fadila Chourfi et Alexandre Maquestiau (Union à gauche avec des écologistes) sont élus avec 50,03 % des suffrages exprimés (3 763 voix pour 8 146 votants et 32 064 inscrits),,.

## Composition

### Composition de 1967 à 1975
Le canton comprenait sept communes.
- Corbeil-Essonnes (chef-lieu)
- Morsang-sur-Seine
- Saintry-sur-Seine
- Saint-Germain-lès-Corbeil
- Saint-Pierre-du-Perray
- Tigery
- Villabé.

### Composition de 1975 à 1985
Le canton comprenait la seule commune de Corbeil-Essonnes.

### Composition depuis 2015
Le nouveau canton de Corbeil-Essonnes comprend quatre communes entières.
| Nom                                      | Code Insee | Intercommunalité    | Superficie (km2) | Population (dernière pop. légale) | Densité (hab./km2) | Modifier                                    |
| ---------------------------------------- | ---------- | ------------------- | ---------------- | --------------------------------- | ------------------ | ------------------------------------------- |
| Corbeil-Essonnes (bureau centralisateur) | 91174      | CA Grand Paris Sud  | 11,01            | 53 712 (2022)                     | 4 878              | modifier les données · modifier les données |
| Écharcon                                 | 91204      | CC du Val d'Essonne | 6,81             | 720 (2022)                        | 106                | modifier les données · modifier les données |
| Lisses                                   | 91340      | CA Grand Paris Sud  | 10,40            | 7 295 (2022)                      | 701                | modifier les données · modifier les données |
| Villabé                                  | 91659      | CA Grand Paris Sud  | 4,56             | 5 654 (2022)                      | 1 240              | modifier les données · modifier les données |
| Canton de Corbeil-Essonnes               | 9104       |                     | 32,78            | 67 381 (2022)                     | 2 056              | modifier les données                        |

## Démographie
En 2022, le canton comptait 67 381 habitants, en évolution de +4,04 % par rapport à 2016 (Essonne : +2,89 %, France hors Mayotte : +2,11 %).
| 2013   | 2018   | 2022   |
| ------ | ------ | ------ |
| 61 311 | 64 593 | 67 381 |